# Polynema latipectoris
Polynema latipectoris är en stekelart som beskrevs av Soyka 1956. Polynema latipectoris ingår i släktet Polynema och familjen dvärgsteklar.
Artens utbredningsområde är Österrike. Inga underarter finns listade i Catalogue of Life.